# 横田成吾
横田 成吾（よこた せいご、7月24日 - ）は、日本の男性声優。新潟県出身。ぷろだくしょんバオバブ所属。

## 略歴
声優になろうと思ったきっかけは国語の朗読（群読）から。アドリブで登場キャラクターの性格を変えて読んだ時に、声の表現に興味を持つようになったという。
2007年、俳協ボイスアクターズスタジオに31期生として入所。東京俳優生活協同組合を経て、ぷろだくしょんバオバブ所属。

## 人物
声種はハイバリトン。趣味と特技にはスノーボードを挙げている。また、その他にも趣味にウィンタースポーツ、特技にアルトサックスとゲームをそれぞれ挙げている。

## 出演
太字はメインキャラクター。

### テレビアニメ
2008年
- 喰霊-零-（運転手）

2012年
- シャイニング・ハーツ 〜幸せのパン〜（男）
- メタルファイト ベイブレード ZEROG（ブレーダーG）

2013年
- クレヨンしんちゃん（2013年 - 2021年、プール監視員、店員、すし屋さん、宅配員、花尾薫平 他）

2014年
- オオカミ少女と黒王子（青木涼太）
- 繰繰れ! コックリさん（店員）
- となりの関くん（教師B）
- ハイキュー!!（2014年 - 2020年、関向幸治、山本猛虎） - 5シリーズ / 総集編として2015年に『終わりと始まり』、2017年に『才能とセンス』がそれぞれ劇場上映

2015年
- 俺物語!!（百田）

2016年
- ドラえもん（テレビ朝日版第2期）（2016年 - 2020年、男、歩兵(3)、作業員、町人(5)、出前）

2017年
- 霊剣山 叡智への資格（七星門修士）
- 神撃のバハムート VIRGIN SOUL（手下）

2018年
- りゅうおうのおしごと!（記者C）
- ルパン三世 PART5（若者）
- 忍たま乱太郎（カワキタケ忍者）
- 食戟のソーマ 餐ノ皿（観客B）

2022年
- 乙女ゲー世界はモブに厳しい世界です（選手）

2025年
- LAZARUS ラザロ（次官）
- 薫る花は凛と咲く（木村篤）
- SAKAMOTO DAYS（社員）

### 劇場アニメ
- 劇場版ハイキュー!! ゴミ捨て場の決戦（2024年、山本猛虎[11]）

### OVA
- ハイキュー!!（2015年 - 2020年、山本猛虎[12]） - コミックス第15巻アニメDVD付き予約限定版、OVA『陸 VS 空』

### ゲーム
- リネージュ2
- ロード・オブ・ヴァーミリオン
- 第2次スーパーロボット大戦Z 再世篇
- スーパーロボット大戦UX（連邦軍兵士、テロリスト、兵士[13]）
- ガンダムブレイカー
- DIABOLIK LOVERS MORE,BLOOD
- ハイキュー!! Cross team match!（山本猛虎[14]）

### ドラマCD
- VOMIC まつりスペシャル（まさお）
- 純情ロマンチカ（大学生）
- ヘルズキッチン
- オジサマ専科キャラクターソングシリーズVol.6

### 吹き替え
- エール!（クエンティン・ベリエ）
- スター・ウォーズ: バッド・バッチ（ES-03）

### ラジオドラマ
- 餓島ふたたび

### ボイスオーバー
- ザ・ベストハウス123

### ラジオナレーション
- 日本アムウェイ モーニングッド

### その他コンテンツ
- 日本語教材テキスト
- コンビニの奇跡 - NHKワンセグドラマ
- すだちの香 - NHKミニミニ映像大賞

### シリーズ一覧
1. ↑  第1期（2014年）、第2期『セカンドシーズン』[6]（2015年 - 2016年）、第3期『烏野高校 VS 白鳥沢学園高校』（2016年）、第4期『TO THE TOP』第1クール（2020年）、第4期『TO THE TOP』第2クール（2020年）